# Aleksandar Ratkov
Aleksandar Ratkov (Belgrado, 11 de março de 1992) é um jogador sérvio de basquete profissional que joga pelo Liman 3x3.
Ele conquistou a medalha de bronze nos Jogos Olímpicos de Verão de 2020 na disputa 3x3 masculino com a equipe da Sérvia, ao lado de Dušan Domović Bulut, Dejan Majstorović e Mihailo Vasić.